# 悪魔の足
「悪魔の足」（あくまのあし、The Adventure of the Devil's Foot）は、イギリスの小説家、アーサー・コナン・ドイルによる短編小説。シャーロック・ホームズシリーズの一つで、56ある短編小説のうち40番目に発表された作品である。イギリスの『ストランド・マガジン』1910年12月号、『ストランド・マガジン』アメリカ版の1911年1・2月号に発表。1917年発行の第4短編集『シャーロック・ホームズ最後の挨拶』(His Last Bow) に収録された。

## あらすじ

現在のコーンウォール州

物語は、作中の現在から十三年前のこの事件について、ワトソンが突然「なぜこの事件を書かないのだ」という電報をホームズから受け取ったという一文から始まる。
…十三年前の1897年春、私立諮問探偵のシャーロック・ホームズは過労と不摂生により健康を害し、伝記作家で医師のジョン・H・ワトスンと共にコーンウォールへ転地療養に出かけていた。
二人の滞在している別荘に、牧師館に間借りしているモーティマー・トリゲニスが、恐ろしい知らせを持ってくる。妹のブレンダが死亡し、兄弟のオーウェンとジョージが発狂してしまったのだという。現場は犠牲者3人の住む家である。昨晩モーティマーは3人の家で一緒に夕食をとり、1人で牧師館に帰ったらしい。今朝になって、居間の椅子に座ったまま恐怖の表情を浮かべ、死亡・発狂している3人が発見されたのである。モーティマーは、3人との間に財産の争いがあって別居しているが、現在では良好な関係だと語り、悪魔の仕業ではないかという。
現場を訪れたホームズとワトスンは、3人の家政婦に事情を聞く。昨晩は何の異常もなく、今朝3人の姿を居間で発見して自分も恐怖で気絶してしまったという。ホームズは恐怖の表情で死んでいるブレンダの遺体を確認し、現場を調査する。侵入の形跡はなく、居間の暖炉には火を入れていたと考えられる。ホームズは3人に何かが起きたのはモーティマーが立ち去った直後であると推理するが、犯人や動機は分からない。
別荘に戻ると、近所の住人でアフリカ探検家のスターンデイル博士が訪ねてくる。博士は再びアフリカに向かう途中だったが、事件を知らせる電報を受けて戻ってきたのである。博士はトリゲニス一家とは親戚にあたり、捜査の状況を聞きたいという。ホームズは具体的なことは何も話さず、気分を害して立ち去る博士を尾行する。

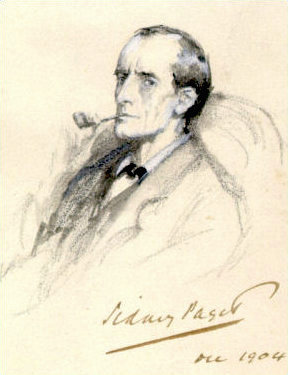
シャーロック・ホームズ - シドニー・パジェット画

翌朝、今度はモーティマーが自室で、前の事件同様に死んでいるという知らせが入る。現場はランプが燻ぶっているせいか、空気が淀み息苦しい。モーティマーは妹のブレンダと同じく、恐怖の表情を浮かべて死んでいた。現場を調べたホームズは、ランプから灰を採取する。
ホームズは、2件とも閉め切られた部屋で火の存在があり、立ち入った者が気絶したり息苦しくなったりしていることから、何かが燃やされ有毒な気体が発生していたと推理する。ホームズは2件目のランプから燃え残りの粉末を採取していて、その効果を実際に目の前で燃やし確認しようとする。粉末の燃える臭いを吸い込んだワトスンは、直後に想像を絶する恐怖に襲われ苦しむ。しかしワトスンは、事件の犠牲者たちと同様の表情を浮かべているホームズの顔を見て力を取り戻し、ホームズを抱きかかえて部屋から脱出する。ホームズはワトスンに感謝し、とんでもない実験を行なってしまったこと、ワトスンまで巻き込んでしまったことを、心から謝罪した。
ホームズは呼び出したスターンデイル博士に、1件目の犯人がモーティマーであること、2件目でモーティマーを殺害したのが博士であることを調査や実験の結果で説明する。博士は観念し、全ての真相を明かす。モーティマーはトリゲニス一家の財産を独占するために、博士の家から「悪魔の足の根」というアフリカに伝わる毒草の粉末を盗み出し、博士が出発するのを待って使用したのである。博士とブレンダは長年の恋人同士であり、この毒が現在の科学では検出できないため、博士は自らの手で復讐すると決める。そしてモーティマーのもとを訪れ、同様に「悪魔の足の根」を用いて殺害したのだった。博士はホームズに、自分の運命をゆだねるという。警察に依頼されたのではなく個人として事件を調査していたこと、博士と同じ境遇に陥れば自分も同じことをしていたかもしれないと考えたことからホームズは博士を告発しようとはせず、アフリカで研究を続けるよう促すのだった。

## 悪魔の足の根
この事件では、燃焼させると幻覚症状と致死性の有毒ガスを発生させる「悪魔の足の根（Radix pedis diaboli）」と呼ばれるアフリカにのみ存在する毒物が使用されたため、コーンウォールの警察には死因がつかめなかったという設定になっている。ホームズは現場調査の際、警察の捜査を妨害しないよう、ランプに残された粉末は半分だけの採取にとどめている。警察に対してはランプに注意するよう助言し、情報が欲しければ別荘へ訪ねてくるようにとも伝えたが、警察はホームズを頼ろうとはしなかった。
「悪魔の足の根」については現代でも知られていないが、その有効成分についてはいくつかの説がある。ジョージ・B・コーエル博士はLSD-25であるとし、未知の植物の根に、同様の合成物質が含まれている可能性があるとした。薬物学協会会員のF・A・アレンはレセルピンであるとし、「悪魔の足の根」は根にレセルピンを含むインドジャボクの同類であるとした。
日本のシャーロキアン田中裕二は、この2説を当たらずといえども遠からずとし、自身は「ドーパミンやセロトニンの化学構造により近い構造上の骨格を持つもの」だとその正体を推測している。
なお、これは「ノックスの十戒」の４条「未発見の毒薬、難解な科学的説明を要する機械を犯行に用いてはならない」に違反している。

## 事件の舞台
事件の舞台はロンドンから遠く離れたコーンウォールである。ドイルは1909年2月、療養のためコーンウォールに滞在し、そこでコーンウォール語の研究をしたことがあった。
ドイルはこの滞在中に、コーンウォール出身の船乗りから、最近の作品について「滝から落ちたホームズは、死ななかったがどこかに怪我をしたはずだ。なぜなら以前と変わってしまっているから」という趣旨の批評を受けている。オーウェン・ダドリー・エドワーズは、ドイルが後に何度もこの批評を引用していることから、相当堪えたのだと推測した。そして、批評に対してコーンウォールを舞台とする事件を起こし、それを鮮やかにホームズが解決する内容として書き上げる必要に迫られたのだとしている。